# Laurent Anselmi
Pour les articles homonymes, voir Anselmi.
Laurent Anselmi, né le 14 février 1962 à Monaco, est un juriste et un homme d’État monégasque.
Après avoir été conseiller de gouvernement-ministre des Relations extérieures et de la Coopération de la principauté de Monaco soit l'équivalent de ministre des Affaires étrangères, d’octobre 2019 à janvier 2022, il a été chef de cabinet du prince Albert II jusqu'en juillet 2023.
Il est, depuis lors, chargé du lancement de l’Académie de la Mer de Monaco (A2M).

## Biographie
Après une scolarité effectuée à Monaco et conclue, au lycée Albert-Ier, par l’obtention d’un baccalauréat série B, Laurent Anselmi intègre la faculté de droit et de sciences économiques de Nice. Il y obtient respectivement une licence puis une maîtrise en droit (mention générale), ainsi qu’un diplôme d'études approfondies (DEA) de droit public fondamental. Il est l’auteur d’un mémoire intitulé « Le contentieux du permis de construire devant le Tribunal Administratif de Nice », dirigé par le professeur Hubert Charles.
Il est titulaire du Certificat universitaire d’études fédéralistes obtenu en 1983 à Aoste (Italie), délivré par le Centre international de formation européenne (CIFE).
Au terme de son DEA, Laurent Anselmi est chargé de travaux dirigés dans sa faculté (droit public et sciences politiques) et attaché territorial au Service juridique de la mairie de Nice.
En 1989, il entre dans l’administration de la principauté de Monaco, en qualité d’assistant juridique à la Direction du contentieux et des études législatives, service relevant directement du ministre d’État.
Il gravit ensuite les échelons de cette administration en occupant successivement les fonctions suivantes :
- Secrétaire du Département des travaux publics et des affaires sociales ;
- Secrétaire en chef du Conseil national;
- Secrétaire général de la Direction des services judiciaires;
- Directeur des affaires juridiques auprès du ministre d’État.
Dès son avènement, S.A.S. le prince Albert II fait appel à lui en son cabinet, en qualité de conseiller. Il y suit notamment les affaires judiciaires, internationales et sociales. En 2008, il retourne sous l’autorité du ministre d’État pour reprendre la Direction des affaires juridiques, avec le titre de délégué aux affaires juridiques auprès du gouvernement princier.
À partir de 2017, il devient directeur des services judiciaires, fonction aujourd’hui dénommée secrétaire d’État à la Justice. Il quitte ce poste en 2019 pour prendre les rênes du département des relations extérieures et de la coopération. En janvier 2022, il est nommé chef de cabinet du prince Albert II.
L’Académie de la mer de Monaco (A2M)
L’A2M est une institution monégasque ayant la forme d’une association investie, sous la présidence d’honneur de S.A.S. le prince Albert II, d’une mission d’intérêt général. Cette mission consiste à dispenser, en langue française, des enseignements et formations dans le domaine du droit de la mer, des relations internationales de toute nature (politique, économique, sécuritaire, alimentaire…) tissées autour des mers et océans ainsi que des problématiques environnementales marines. L’A2M comporte un conseil d’administration, présidé par Laurent Anselmi, et un conseil scientifique.
Laurent Anselmi est en outre Président de la Cour d'appel internationale de la Fédération Internationale Automobile (F.I.A.).
Parallèlement, il a occupé les fonctions suivantes :
- Secrétaire général de la Chancellerie de l'Ordre de Saint-Charles ;
- Membre du Comité d'éthique de la Fondation Prince Albert II ;
- Président de la Commission de la langue monégasque.

### Engagements en France
Laurent Anselmi est en outre membre de l’Association française des constitutionnalistes, de la Société française de législation comparée, de la Société d’Entraide des membres de la Légion d'honneur ainsi que du Conseil de l’ordre de la Maintenance provençale des traditions et feux de la Saint-Jean.

## Distinctions honorifiques
- Commandeur de l'ordre de Saint-Charles (Monaco)
- Chevalier de l'ordre du Mérite culturel (Monaco)
- Médaille en vermeil de l’éducation physique et des sports (Monaco)
- Chevalier de la Légion d'honneur (France)
- Commandeur de l’ordre Pro melitensi (ordre de Malte)
- Grand officier de l'ordre de l'Étoile d'Italie (Italie)